# 關渡親山步道
關渡親山步道，是位於台灣台北市北投區一德里西北部的一條親山步道，全程約2.1公里，其中一小段位於該里與新北市淡水區民生里的邊界地帶。

## 概述

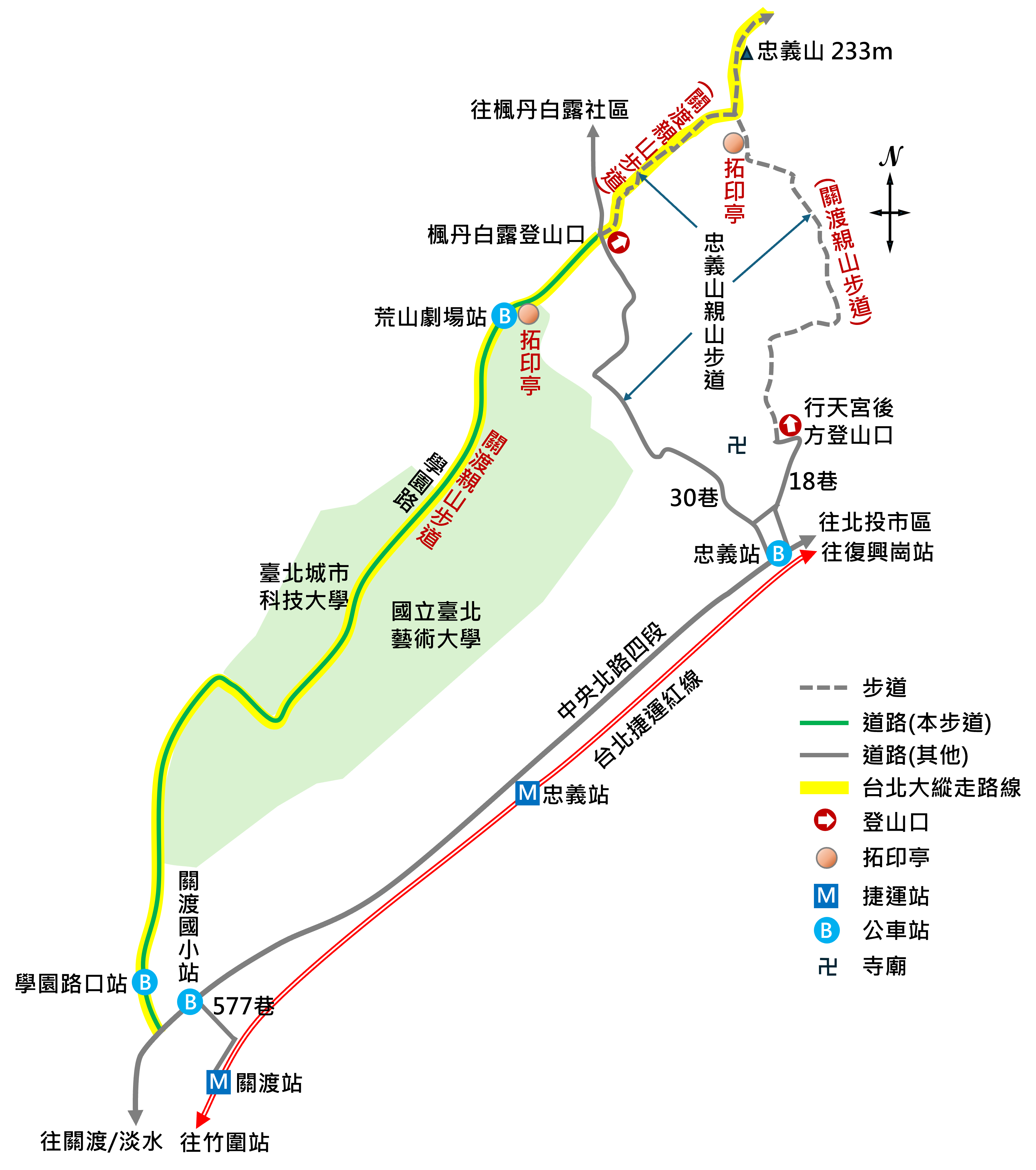
關渡親山步道路線圖，名稱前後加小括號者為延伸路段

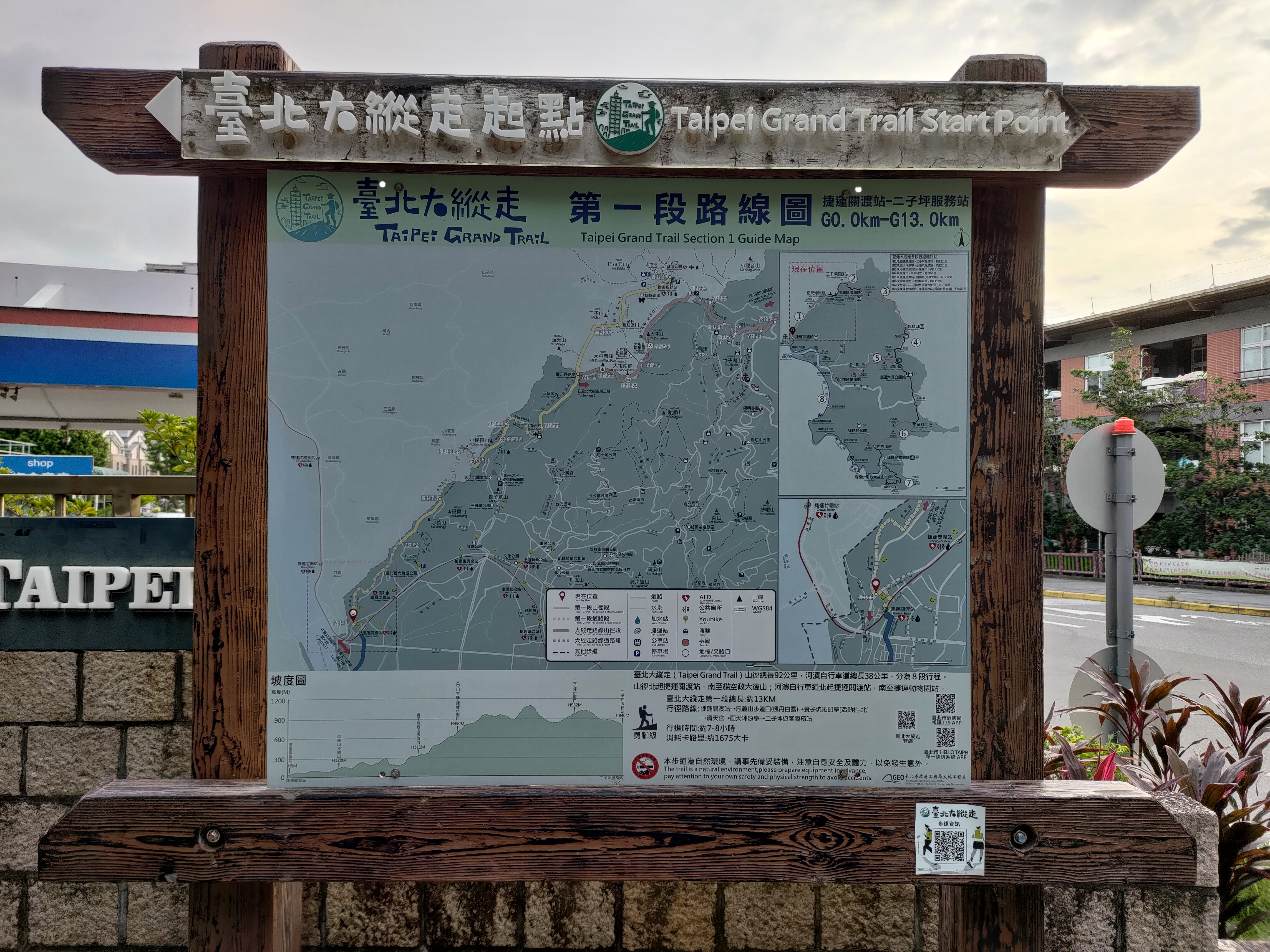
立於步道起點處的「臺北大縱走起點」導覽牌

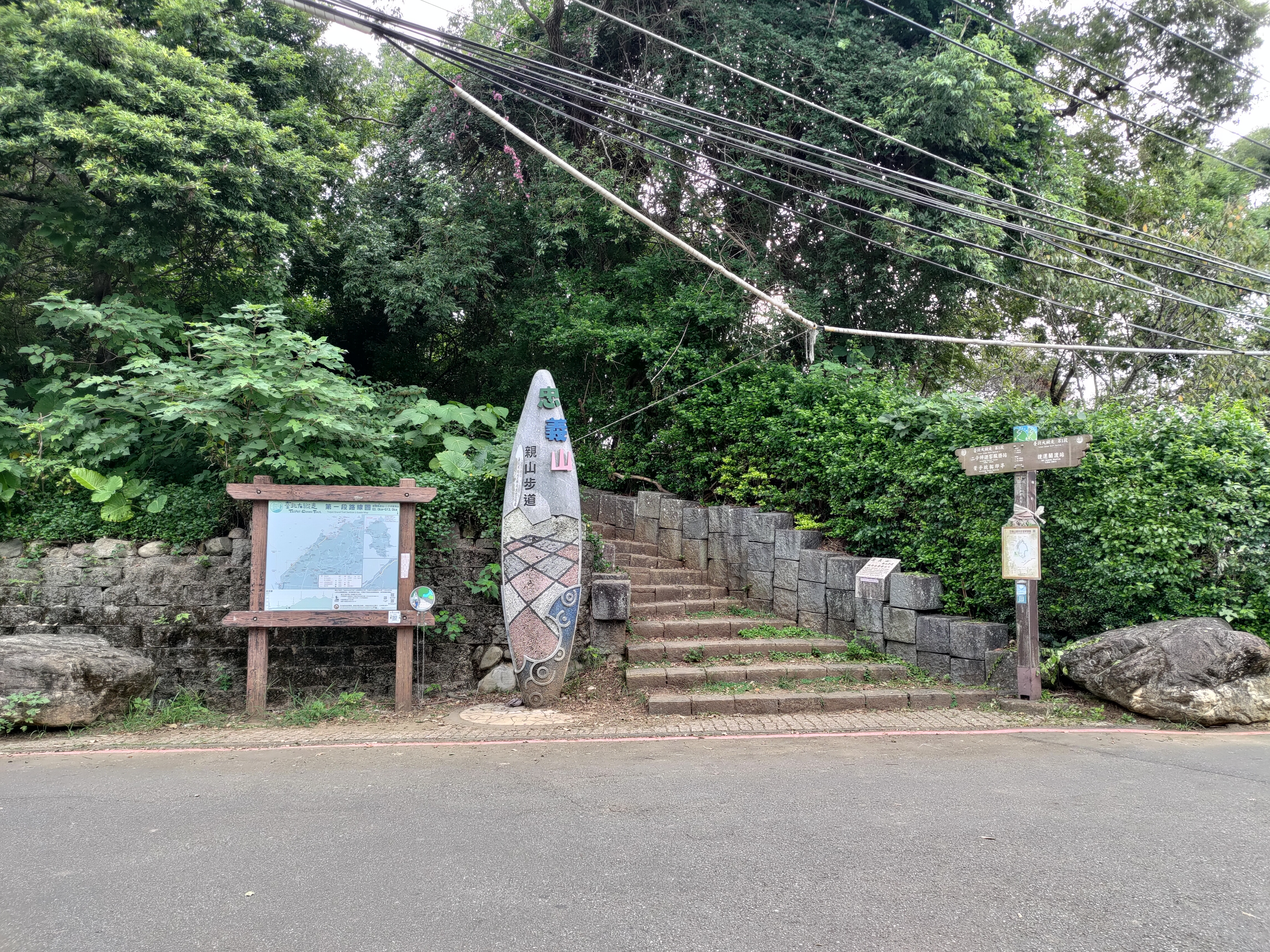
位於步道終點處的忠義山親山步道楓丹白露登山口

「關渡親山步道」起點位於學園路、中央北路四段路口，沿著學園路而行，最終止於學園路、中央北路四段30巷叉路口，對面即為忠義山親山步道的楓丹白露登山口，全長約2.1公里。:26-27步道的兩端點並未設置親山步道體系常見的登山口石碑，但在「荒山劇場」公車站旁仍設有拓印亭。
該步道大部分沿著學園路東側人行道而行，最後一小段為柏油路東側路邊，樹蔭較少。:29
其後親山步道主管單位將該親山步道「名義上」延伸至忠義山親山步道的北段及東段，即楓丹白露登山口依順時針方向至行天宮後方登山口路段。在主管單位出版的地圖上，該等路段同時標示兩個親山步道的名稱。該延伸路段的全長約1.2公里，使得包含延伸路段的關渡親山步道總長度增加到3.3公里。:26
關渡親山步道為臺北大縱走第一段（捷運關渡站至二子坪遊客服務站）的開頭部分，主管單位在步道起點設置了一座「臺北大縱走起點」導覽牌。

## 交通
距離步道起點較近的公車站有二：在中央北路四段上的是「關渡國小(臺北城市科技大學)」站，公車223、223繞駛青年社宅、302、302區間車、308、550、682、821、864、小23皆有停靠；在學園路上的是「學園路口」站，公車紅35、紅55、紅55區間車皆有停靠。
距離步道起點較近的捷運車站為捷運關渡站。